# Alfred Schnittke

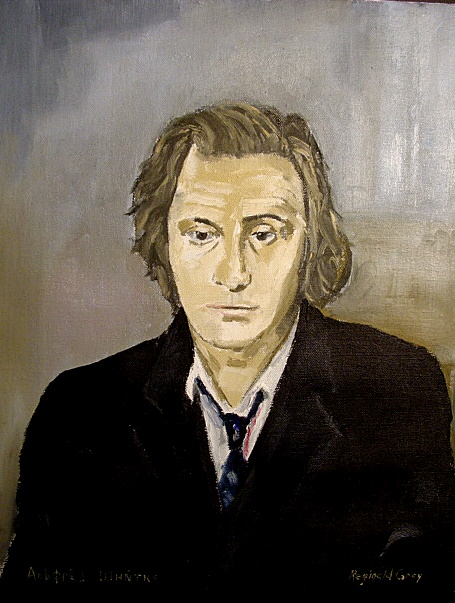
Retrato por Reginald Gray.

Alfred Gárievich Schnittke (ruso: Альфре́д Га́рриевич Шни́тке; Enguels, 24 de noviembre de 1934-Hamburgo, 3 de agosto de 1998) fue un prolífico compositor soviético y alemán, que vivió sus últimos años en Alemania. Es considerado uno de los más importantes músicos tardosoviéticos.

## Trayectoria
Era hijo de padre alemán de religión judía, periodista, originario de Fráncfort del Meno, y de madre perteneciente a los alemanes del Volga; de hecho, nació en Enguels, capital de la entonces existente República de los Alemanes del Volga. Schnittke vivió la mayor parte de su existencia en la URSS exceptuando los años de su preadolescencia en que residió en Viena porque su padre era redactor de prensa en la capital austriaca hasta 1948. Su educación musical se inició en 1946 en Viena. Fue en Viena, según el biógrafo de Schnittke Alexander Ivashkin, en donde "se enamoró de la música que es parte de la vida, parte de la historia y cultura, parte del pasado que todavía está vivo." "Sentí cada momento allí," escribió el compositor, "como un enlace con la cadena de la historia: todo era multidimensional; el pasado representaba un mundo de fantasmas omnipresentes, y yo no era un bárbaro sin ninguna conexión, sino el consciente poseedor de la tarea en mi vida." Las vivencias de Schnittke en Viena "le dieron una cierta experiencia espiritual y disciplina para las actividades de su futuro profesional. Fueron Mozart y Schubert, no Chaikovski o Rajmáninov, a quienes tuvo en mente como referencias en términos de gusto, maneras y estilo. Este punto de referencia fue esencialmente Clásico... pero nunca de forma muy descarada."
En 1948, su familia se mudó a Moscú, donde Schnittke se graduó en composición en el Conservatorio de Moscú en 1961 y enseñó allí entre 1962 y 1972. Yevgueni Golúbev fue uno de sus profesores de composición. En adelante, se ganó la vida principalmente como compositor de bandas sonoras de cine, con unas setenta partituras en unos 30 años. Schnittke se convirió al cristianismo y adquirió hondas creencias místicas, que influenciaron su música.
Vivió en la URSS cuatro decenios. Pero tras varios viajes a Europa y EE. UU., Schnittke abandonó su tierra natal en 1989, al ser invitado para dar clase de composición en Hamburgo. Dos años después, le era concedido uno de los galardones de la última edición de los Premios Lenin, aunque Schnittke lo rechazó, renegando por completo de la deriva musical soviética. Pocos meses después, la URSS se hundía. 
Sin embargo, hasta comienzos de los ochenta Schnittke estuvo muy implicado en esa línea musical. Ingresó en la Unión de Compositores de la URSS en 1961, se convirtió en uno de los más prominentes compositores de bandas sonoras del cine soviético y junto con Rodión Shchedrín sentó las bases de una modernidad aceptable dentro de la política cultural soviética. Aunque hasta mediados de los ochenta su música fue vista con reticencias de la secretaría de la Unión de compositores, sus obras se estrenaron con puntualidad, y solo el estreno de su excéntrica Sinfonía n.º1 comportó un escándalo. A los ojos de la vanguardia europea, Schnittke pronto se convirtió en el portavoz de la última generación de compositores soviéticos. Sin embargo, se llegó a producir una serie de ataques contra Schnittke a lo largo de los setenta:
- En 1974 Tijon Jrénnikov, secretario general de la Unión de Compositores desde el estalinismo, afirma que Schnittke carece de cualquier talento y debería dejar de componer. Días después se prohíbe una interpretación moscovita de su polémica Sinfonía n.º 1.
- En 1977 la secretaría de Jrénnikov hizo correr el rumor de que Schnittke había desertado.
- En 1979 Pravda publica un artículo («Planificando una atrocidad») en que se condena una producción de la ópera de Chaikovski La dama de picas en la que Schnittke está implicado.

Entre las influencias de Schnittke cabe destacar la de Shostakóvich, con quien mantuvo una relación tortuosa, así como las de Prokófiev y la vanguardia europea de la primera mitad del siglo, cuya música pudo estudiar a partir de mediados de los cincuenta. Fruto de ese estudio Schnittke pasa a componer de acuerdo con estructuras seriales, pero a partir de comienzos de los setenta simplificará su estilo, componiendo en un estilizado poliestilismo (término usado habitualmente para él), que se podría resumir en estas palabras del propio músico: "... El objetivo de mi vida es la unificación de la música seria y la música ligera, aunque me rompa el cuello haciendo esto..."

## Catálogo de obras
| Año     | Obra | Tipo de obra                              | Duración |
| ------- | --- | ----------------------------------------- | -------- |
| 1949    | Concierto para acordeón y orquesta (perdido). | Música orquestal (concierto)              | -        |
| 1950/52 | Música para la obra escénica Mayakovski's Debut. | Música escénica (teatro)                  | -        |
| 1953    | Poème, para piano y orquesta. | Música orquestal (concertante)            | -        |
| 1953    | The Passing Line of Clouds Grows Thinner (según un poema de Aleksandr Pushkin), para voz y piano.                                                               | Música vocal (piano)                      | -        |
| 1953    | Fuga, para violín solo. | Música solista (violín)                   | 04:00    |
| 1953/54 | Six Preludes, para piano. | Música solista (piano)                    | -        |
| 1954/55 | Intermezzo, para quinteto de piano. | Música instrumental (conjunto)            | -        |
| 1954/55 | Birch Tree (Beriozka) (Según un poema de Stepán Shchiparev), para voz y piano.                                                                                  | Música vocal (piano)                      | -        |
| 1954/55 | Overture, para orquesta. | Música orquestal                          | -        |
| 1954/55 | Sumrak [Dusk] (Según un poema de Fiódor Tiútchev), para voz y piano.                                                                                            | Música vocal (piano)                      | -        |
| 1954/55 | Beggar (Nishchi) (Según un poema de Mijaíl Lérmontov), para voz y piano.                                                                                        | Música vocal (piano)                      | -        |
| 1954/55 | Sonata 1955, para violín y piano. | Música instrumental (violín y piano)      | 20:00    |
| 1954/55 | Scherzo, para quinteto de piano. | Música instrumental (conjunto)            | -        |
| 1954/55 | Suite for strings. | Música orquestal                          | -        |
| 1954/55 | Variations, para piano. | Música solista (piano)                    | 12:00    |
| 1954/55 | Three Choruses (Según poemas de Aleksandr Prokófiev, Mijaíl Isakovski y Aleksandr Mashistov), para coro mixto.                                                  | Música coral (capella)                    |          |
| 1956/57 | Sinfonía n.º 0. | Música orquestal (sinfonía)               | -        |
| 1957    | Concierto para violín y orquesta n.º 1, en cuatro movimientos (rev. 1963).                                                                                      | Música orquestal (concierto)              | 40:00    |
| 1958    | Vocalise, para coro mixto a cappella. | Música coral (capella)                    | 04:00    |
| 1958    | Nagasaki, oratorio para mezzo-soprano, coro mixto y orquesta sinfónica en cinco movimientos.                                                                    | Música vocal (oratorio)                   | 40:00    |
| 1959    | Songs of War and Peace, cantata, para soprano, coro mixto y orquesta sinfónica en cuatro movimientos.                                                           | Música coral (cantata)                    | 25:00    |
| 1959    | Cuarteto de cuerda (inacabado). | Música de cámara (cuarteto)               | -        |
| 1960    | Concierto para instrumentos eléctricos (inacabado). | Música orquestal (concierto)              |          |
| 1960    | Concierto para piano y orquesta. | Música orquestal (concierto)              | 25:00    |
| 1961    | Poem about Cosmos, para orquesta. | Música orquestal                          |          |
| 1962    | Música de la TV-production The Rose and the Cross. | Música incidental (TV)                    | -        |
| 1962    | The Eleventh Commandment, ópera en dos actos (solo piano score).                                                                                                | Música de ópera                           | 120:00   |
| 1962    | Children's Suite, para pequeña orquesta en seis movimientos. | Música orquestal                          | 10:00    |
| 1962    | Música de la película Introduction (Ígor Talankin). | Música de película                        | 22:00    |
| 1963    | Sonata n.º 1, para violín y piano, al estilo antiguo. | Música instrumental (violín y piano)      | 20:00    |
| 1963    | Prelude and Fugue, para piano. | Música solista (piano)                    | 08:00    |
| 1963/64 | Música de la TV-production Aim the Barrage at Us (Sergéi Kolósov).                                                                                              | Música incidental (TV)                    |          |
| 1964    | Music, para piano y orquesta de cámara en cuatro movimientos.                                                                                                   | Música orquestal (cámara)                 | 25:00    |
| 1964    | Music, para orquesta de cámara (lost). | Música orquestal (cámara)                 | 12:00    |
| 1965    | Música de la TV-production The Concealed Caballero (según Calderón) (Yevgeni Savadski).                                                                         | Música incidental (TV)                    |          |
| 1965    | Música de la película The Adventures of a Dentist (Elem Klímov).                                                                                                | Música de película                        | -        |
| 1965    | Música para la obra escénica Somebody's Life (Dimitri Cholendro).                                                                                               | Música incidental                         | -        |
| 1965    | Variations on One Chord, para piano. | Música solista (piano)                    | 05:00    |
| 1965    | Dialogues, para cello y seven instrumentalists (hay arr. para trombón y 7 instrumentistas, arr. Schnittke/Lindberg).                                            | Música instrumental (conjunto)            | 18:00    |
| 1965    | Three Poems of Marina Tsvetayeva, para soprano y piano (o mezzo).                                                                                               | Música vocal (piano)                      | 08:00    |
| 1965    | Improvisation and Fugue, para piano. | Música solista (piano)                    | 07:00    |
| 1966    | Música de la película Just a Little Joke (Andréi Smirnov). | Música de película                        | -        |
| 1966    | Música para la obra escénica The Colonel's Widow (Yuhan Smuul).                                                                                                 | Música incidental                         | -        |
| 1966    | Concierto para violín y orquesta n.º 2 (cámara). | Música orquestal (concierto)              | 20:00    |
| 1966    | Cuarteto de cuerda n.º 1, en tres movimientos. | Música de cámara (cuarteto)               | 20:00    |
| 1966    | Música de la película Day Stars (Ígor Talankin). | Música de película                        | -        |
| 1967    | Música de la película The Commissar (Aleksandr Askoldov)). | Música de película                        | -        |
| 1967/68 | Pianissimo, para gran orquesta. | Música orquestal                          | 09:00    |
| 1968    | Serenada, para violín, clarinete, double-bass, piano y percuss.                                                                                                 | Música instrumental (conjunto)            | 12:00    |
| 1968    | Magadalena Song (Pasternak), para soprano y piano. | Música vocal (piano)                      | 06:00    |
| 1968    | Música de la TV-production The Night Call (Valerián Kvachadze).                                                                                                 | Música incidental (TV)                    |          |
| 1968    | Sonata n.º 1, para violín y orquesta de cámara. | Música orquestal (concertante)            | -        |
| 1968    | Sonata para violín y orquesta de cámara (Arrangement of violín Sonata no. 1).                                                                                   | Música orquestal (cámara)                 | 20:00    |
| 1968    | Sonata n.º 2, para violín y piano (Quasi una sonata). | Música instrumental (violín y piano)      | 20:00    |
| 1968    | Música de la película Used Cartridge Cases (Yevgeni Fridman).                                                                                                   | Música de película                        | -        |
| 1968    | Música de la película The Glass Accordion. | Música de película                        | -        |
| 1968    | Música de la película The Ownerlewss House. | Música de película                        | -        |
| 1968    | Música de la película The Sixth of July (Juli Karasik). | Música de película                        | -        |
| 1968    | Música de la película The Angel (Larisa Shepitko /Andréi Smirnov).                                                                                              | Música de película                        | -        |
| 1969    | Música de la TV-production The Waltz (Víktor Tíjov). | Música incidental (TV)                    |          |
| 1969    | Potok [Stream], composición electrónica. | Música electrónica                        | 04:00    |
| 1969    | Música de la película A Ballerina Aboard (Lev Atamanov). | Música de película                        | -        |
| 1969    | Música para la obra escénica Borís Godunov (Aleksandr Pushkin).                                                                                                 | Música incidental                         | -        |
| 1969    | Música del documental Sick at Heart (según Chéjov) (Borís Blank).                                                                                               | Música incidental (documental)            |          |
| 1969/72 | Sinfonía n.º 1. | Música orquestal (sinfonía)               | 60:00    |
| 1970    | Música para la obra escénica Way of The Cross (Alekséi Tolstói).                                                                                                | Música incidental                         | -        |
| 1970    | Música de la película Belorussian Station (Andréi Smirnov). | Música de película                        | -        |
| 1970    | Música de la película Uncle Vanya (según Chéjov) (Andron Mijalkov-Konchalovski).                                                                                | Música de película                        | -        |
| 1970    | Música de la película Sport, Sport, Sport (Elem Klímov). | Música de película                        | -        |
| 1971    | Verses Written in the Sleeplessness of the Night, para voz y piano.                                                                                             | Música vocal (piano)                      | 03:00    |
| 1971    | Música del documental Our Gagarin. | Música incidental (documental)            |          |
| 1971    | Música de la TV-production The Last Flight of the Albatross (Leonid Pcholkin).                                                                                  | Música incidental (TV)                    |          |
| 1971    | Música del documental The Seagull (según Chéjov) (Juli Karasik).                                                                                                | Música incidental (documental)            |          |
| 1971    | Música de la TV-production A Cottage in Kolomna (Lev Elagin).                                                                                                   | Música incidental (TV)                    |          |
| 1971    | Labyrinths, ballet en cinco episodios. | Música de ballet                          | 35:00    |
| 1971    | Eight Littles Pieces, para piano. | Música solista (piano)                    | 10:00    |
| 1971    | Concierto doble, para oboe, arpa y orquesta de cuerda. | Música orquestal (concierto)              | 16:00    |
| 1971    | Canon in Memoriam Ígor Stravinski, para cuarteto de cuerda. | Música de cámara (cuarteto)               | 06:00    |
| 1971    | Música de la película The Wardrobe. | Música de película                        | -        |
| 1972    | Four pieces, para piano. | Música solista (piano)                    | -        |
| 1972    | Música de la película Hot Snow (Gavril Egiasarov). | Música de película                        | -        |
| 1972    | Voices of Nature (without text), para diez voces femeninas y vibráfono.                                                                                         | Música vocal                              | 08:00    |
| 1972    | Suite im altem Stil [Suite in Old Style], para violín y piano (or harpsichord) en cinco movimientos.                                                            | Música instrumental (violín y piano)      | 23:00    |
| 1972    | Música de la película You and Me (Larisa Shepitko). | Música de película                        | -        |
| 1972    | Música de la película The Butterfly. | Música de película                        | -        |
| 1972    | Música de la película Cheer Up, the Worst is Yet to Come. | Música de película                        | -        |
| 1972    | Música del documental Chile in Struggle, Hope and Alarm. | Música incidental (documental)            |          |
| 1972    | Música de la película The Strange Little Frog. | Música de película                        | -        |
| 1972/74 | Música de la película The World Today/And Yet I Believe (2 partes) (Elem Klímov).                                                                               | Música de película                        | -        |
| 1972/75 | Réquiem, music to Schiller's Drama ""Don Carlos"", para soloists, coro mixto e instrumental ensemble en 14 movimientos".                                        | Música coral (requiem)                    | 35:00    |
| 1972/76 | Quinteto, para piano y cuarteto de cuerdas. | Música de cámara (quinteto)               | 29:00    |
| 1973    | Música de la TV-production My Past and Thoughts (Mi pasado y mis pensamientos) (Aleksandr Herzen).                                                              | Música incidental (TV)                    |          |
| 1973    | Música de la película Cities and Years (Aleksandr Zarji). | Música de película                        | -        |
| 1973    | Música de la película My Past and My Thoughts. | Música de película                        | -        |
| 1973    | Música del documental The Arduous Roads of Peace/The Balance of Terror.                                                                                         | Música incidental (documental)            |          |
| 1973    | Música de la película In the World of the Fables. | Música de película                        | -        |
| 1973    | Música de la película The Right to Jump (Valeri Kremniov). | Música de película                        | -        |
| 1973    | Música de la película Where the Arbat crosses Bubulinas Street (Manos Zhakarias).                                                                               | Música de película                        | -        |
| 1973    | Música para la obra escénica Turandot (Bertold Brech). | Música incidental                         | -        |
| 1973-74 | Gratulationsrondo, para violín y piano. | Música instrumental (violín y piano)      | 08:00    |
| 1973-74 | Der Gelbe Klang [Sonido amarillo], composición escénica, para pantomima, instrumental ensemble y tape (coro mixto).                                             | Música escénica (teatro)                  | 40:00    |
| 1974    | Hymn I, Quasi andante, para cello, harp y timpani. | Música instrumental (dúo)                 | 10:00    |
| 1974    | Hymn II, para cello y double-bass. | Música instrumental (dúo)                 | 08:00    |
| 1974    | Hymn III, para cello, bassoon, harpsichord y bells or timpani.                                                                                                  | Música instrumental (conjunto)            | 04:00    |
| 1974    | Música de la película The Captain's Daughter (Pável Resnikov).                                                                                                  | Música de película                        | -        |
| 1974    | Música de la película Agony (Suplicio) (Elem Klímov). | Música de película                        | -        |
| 1974/79 | Hymn IV, para cello, bassoon, double-bass, harpsichord, harp, timpani y bells.                                                                                  | Música instrumental (conjunto)            | 05:00    |
| 1975    | Música de la película Autumn (Andréi Smirnov). | Música de película                        | -        |
| 1975    | Pantomime, suite, para orquesta de cámara según WA Mozart KV 416d.                                                                                              | Música orquestal (suite)                  | :07:00   |
| 1975    | Cantus Perpetuus, para instrumento de teclado y percusión. | Música instrumental (dúo)                 | 20:00    |
| 1975    | Cadenza to Mozarts Piano Concerto en C minor KV 491 (primer movimiento).                                                                                        | Música orquestal (concierto)              | 05:00    |
| 1975    | Eight Songs, de la incidental music to Schiller's Don Carlos, para voz y piano (o guitarra).                                                                    | Música vocal (piano)                      | 20:00    |
| 1975    | Música de la TV-production The Cherry Orchad (Leonid Heifis).                                                                                                   | Música incidental (TV)                    |          |
| 1975    | Preludium in Memoriam Dmitri Shostakóvich, para two violines (or solo violín y magnetic tape).                                                                  | Música instrumental (dúo)                 | 05:00    |
| 1975/77 | Tres Cadenzas para el Concerto de violín en D major opus 61, de Beethoven, para solo violín, 10 violins y timpani.                                              | Música orquestal (concierto)              | 08:00    |
| 1976    | Música para la obra escénica Caesar and Cleopatra. | Música incidental                         | -        |
| 1976    | Moz-Art, para dos violines, según Mozart KV 416. | Música solista (violín)                   | 06:00    |
| 1976    | Música de la película The Life-Story of an Unknown Actor (Aleksandr Zarji).                                                                                     | Música de película                        | -        |
| 1976    | Música de la película The Legend on How Tsar Peter Got the Negro Married.                                                                                       | Música de película                        | -        |
| 1976    | Música de la TV-production Lion-Traine ((Aleksandr Tsuguri y Nana Kldiashvili).                                                                                 | Música incidental (TV)                    |          |
| 1976    | Música de la película The Tale of Tsar Peter (Two Fragments, para pequeña orquesta sinfónica) (Aleksandr Mita).                                                 | Música de película                        | -        |
| 1976    | Música de la película Ricky-Ticky-Tari (Aleksandr Tsuguri). | Música de película                        | -        |
| 1976    | Transcripción de Shostakóvich: Preludes nos. 1 & 2 (from "Five preludes"), para pequeña orquesta".                                                              | Música orquestal                          | 03:00    |
| 1976    | Música de la película The White Steamer (Bulat Shamshiev). | Música de película                        | -        |
| 1976    | Música para la obra escénica Don Carlos (Schiller). | Música incidental                         | -        |
| 1976    | Gógol suite (compilada por G. Rozhdestvenski). | Música orquestal                          | -        |
| 1976    | Der Sonnengesang des Franz von Assisi, para dos coro mixtos y seis instrumentistas.                                                                             | Música coral (instrumentos)               | 08:00    |
| 1976    | Música de la película Selecting a Target (Ígor Talankin). | Música de película                        | -        |
| 1976    | Música de la película Clowns and Kids (Aleksandr Mita). | Música de película                        | -        |
| 1976/77 | Música de la película The Ascent (Larisa Shepitko). | Música de película                        | -        |
| 1976/77 | Concerto Grosso n.º 1, para 2 violines, clave, piano preparado y cuerdas.                                                                                       | Música orquestal (concierto)              | 25:00    |
| 1977    | Moz-Art à la Haydn, para dos violines. | Música solista (violines)                 | 13:00    |
| 1977    | Arreglo de Chaikovski: Dame of Piques (ópera) (en colaboración con Yuri Lubimov).                                                                               | Música orquestal                          |          |
| 1977    | Magdalina (Borís Pasternak), canción para voz y piano. | Música vocal (piano)                      | -        |
| 1977    | Música de la película The Adventures of Travka (Arkadi Kordon).                                                                                                 | Música de película                        | -        |
| 1977    | Música de la película My Memories Take Me To You (Andréi Jrzhanovski).                                                                                          | Música de película                        | -        |
| 1977    | Música de la película Human Requitale (Aleksandr Svetlanov). | Música de película                        | -        |
| 1977/78 | In Memoriam, para orquesta (orquestal version of Piano Quintet).                                                                                                | Música orquestal                          | 25:00    |
| 1978    | Música para la obra escénica The Inspector's Tale (Gógol). | Música incidental                         | -        |
| 1978    | Concierto para violín y orquesta n.º 3 (cámara). | Música orquestal (concierto)              | 28:00    |
| 1978    | Sonata n.º 1, para violonchelo y piano. | Música instrumental (violonchelo y piano) | 21:00    |
| 1978    | Stille Nacht [Silent Night], arranged para violín y piano. | Música instrumental (violín y piano)      | 04:00    |
| 1978    | Música para la obra escénica The Dead Soul Register (Nikolái Gógol).                                                                                            | Música incidental                         | -        |
| 1978    | Música de la película Father Sergéi (Ígor Talankin). | Música de película                        | -        |
| 1978    | Música para la obra escénica A Duck Shooting Party (Aleksandr Vampilov).                                                                                        | Música incidental                         | -        |
| 1979    | Concierto para piano y orquesta de cuerdas en un único movimiento.                                                                                              | Música orquestal (concierto)              | 23:00    |
| 1979    | Música del documental Paradoxes of the Evolution. | Música incidental (documental)            |          |
| 1979    | Música de la película The Fantasies of Faryatyev (según Tolstói) (Iliá Averbaj)).                                                                               | Música de película                        | -        |
| 1979    | In Memoriam Ígor Stravinski, Sergéi Prokófiev y Dmitri Shostakóvich, para piano six hands.                                                                      | Música solista (pianos)                   | 07:00    |
| 1979    | Peaceful Music (Stille Musik), para violín y cello. | Música instrumental (dúo)                 | 05:00    |
| 1979    | Polyphonic Tango, para ensemble. | Música instrumental (conjunto)            | 05:00    |
| 1979/80 | Sinfonía n.º 2, San Florian, para vocal soloists, chamber choir y orquesta sinfónica.                                                                           | Música orquestal (sinfonía)               | 55:00    |
| 1980    | Música de la película Farewell (composed with Artyomov) (Elem Klímov).                                                                                          | Música de película                        | -        |
| 1980    | Polka, para violín y piano (to Rozhdestvenski). | Música instrumental (violín y piano)      | 02:20    |
| 1980    | Música del documental Larisa (in commemoration Larisa Shepitko).                                                                                                | Música incidental (documental)            |          |
| 1980    | Three Scenes, para soprano y ensemble without text. | Música vocal                              | 17:00    |
| 1980    | Cuarteto de cuerda n.º 2, en cuatro movimientos. | Música de cámara (cuarteto)               | 23:00    |
| 1980    | Short Pieces, para órgano. | Música solista (órgano)                   | 08:00    |
| 1980    | Passacaglia, para gran orquesta. | Música orquestal                          | 35:00    |
| 1980    | Dos Cadenzas para el Piano Concerto en C major KV 467 de Mozart.                                                                                                | Música orquestal (concierto)              | 05:00    |
| 1980    | I s vami snova ya (Andréi Jrzhanovski) | -                                         | -        |
| 1980    | Música de la TV-production Little Tragedies (según Pushkin) (Mijaíl Schweizer).                                                                                 | Música incidental (TV)                    | -        |
| 1980    | Música de la película Air Crew (Aleksandr Mita). | Música de película                        | -        |
| 1980    | The Revisionist's Tale, transcription of cinco movimientos of the Gógol Suite para dos pianos.                                                                  | Música solista (pianos)                   | -        |
| 1980    | Tres Madrigales, para soprano, violín, viola, double-bass, vibraphone y harpsichord on poems de Francisco Tanzer.                                               | Música vocal                              | 08:00    |
| 1980    | Moz-Art, versión para ensemble. | Música instrumental (conjunto)            | 10:00    |
| 1980/81 | Minnesang, para 52 voces. | Música vocal                              | 15:00    |
| 1981    | Música para la obra escénica Klim Samgin (Gorki). | Música incidental                         | -        |
| 1981    | Música de la TV-production Eugene Onegin (P. Protenko). | Música incidental (TV)                    |          |
| 1981    | Sinfonía n.º 3. | Música orquestal (sinfonía)               | 60:00    |
| 1981    | Música del documental What Does Babirussya Need Tusks For? (Aleksandr Tsuguri y Nana Kldiashvili).                                                              | Música incidental (documental)            |          |
| 1981    | Música de la película Am With You Again. | Música de película                        | -        |
| 1981/82 | Septeto, para flauta, dos clarinetes, violín, viola, cello y harpsichord (o órgano).                                                                            | Música instrumental (conjunto)            | 18:00    |
| 1981/82 | Concerto Grosso n.º 2, para violín, violonchelo y triple orquesta.                                                                                              | Música orquestal (concierto)              | 36:00    |
| 1982    | A Paganini, para violín solo. | Música solista (violín)                   | 14:00    |
| 1982    | Música de la película Pencil and Eraser. | Música de película                        | -        |
| 1982    | Música de la película Meteoric Shower/Star Fall (Ígor Talankin).                                                                                                | Música de película                        | -        |
| 1982    | Música de la película Sturdy Boy (Aleksandr Tsuguri y Nana Kldiashvili).                                                                                        | Música de película                        | -        |
| 1982    | Course of life (Lebenslauf), para cuatro metrónomos, piano y tres percusionistas.                                                                               | Música instrumental (percusión)           | 12:00    |
| 1982    | Música para la obra escénica Spare the White Bird (Nikolái Niroshnichenko).                                                                                     | Música incidental                         | -        |
| 1982-83 | Faust Cantata, para solistas, coro mixto y orquesta. | Música coral (cantata)                    | -        |
| 1982-83 | Música de la película The Story of the Voyages (Aleksandr Mita).                                                                                                | Música de película                        | -        |
| 1983    | Cadenza to Mozart's Piano Concerto en C major KV 503 (primer movimiento). Concierto de piano y orquesta.                                                        | Música orquestal (concierto)              | 03:00    |
| 1983    | A Streetcar Named Desire (Endstation Sehnsucht), ballet en dos actos de John Neumeier según the play de Tennessee Williams (from Symphony n.º 1).               | Música de ballet                          | -        |
| 1983    | Música de la película The Leave-Taking (Larisa Shepitko y Elem Klímov).                                                                                         | Música de película                        | -        |
| 1983    | Cuarteto de cuerda n.º 3, en tres movimientos. | Música de cámara (cuarteto)               | 20:00    |
| 1983    | Sound and Echo (Schall und Hall), para trombone y organ. | Música instrumental (dúo)                 | -        |
| 1983    | Seid Nüchtern und Wachet, cantata, para soloists (counter-tenor, counter-alto, tenor y bass. Act III de The History of J Faustus), coro mixto y orquesta.       | Música coral (cantata)                    | 30:00    |
| 1983    | Dos Cadenzas para el Bassoon Concerto en B flat major KV 191 de Mozart.                                                                                         | Música orquestal (concierto)              | 03:00    |
| 1983    | Schallund Hall, para trombón y órgano. | Música instrumental (dúo)                 | 08:00    |
| 1983    | Música de la película The Darling of the Audience (Aleksandr Tsuguri y Nana Kldiashvili).                                                                       | Música de película                        | -        |
| 1984    | Concierto para violín y orquesta n.º 4. | Música orquestal (concierto)              | 35:00    |
| 1984    | Sinfonía n.º 4, para dos solistas vocales, piano, coro de cámara y orquesta de cámara en un único movimiento.                                                   | Música orquestal (sinfonía)               | 41:00    |
| 1984    | Música para la obra escénica The Devils (Dostoyevski). | Música incidental                         | -        |
| 1984    | Música de la película The White Poodle (Aleksandr Tsuguri y Nana Kldiashvili).                                                                                  | Música de película                        | -        |
| 1984    | Transcripción de Scott Joplin: Ragtime, para orquesta. | Música orquestal (concertante)            |          |
| 1984    | Transcripción de Jensen, Adolf: Serenada, para mezzo-soprano y orquesta.                                                                                        | Música vocal (orquesta)                   | -        |
| 1984    | Música de la TV-production Dead Souls (según Gógol) (Mijaíl Schweizer).                                                                                         | Música incidental (TV)                    |          |
| 1984    | Transcripción de Nietzsche: Incantation, para mezzo-soprano y orquesta.                                                                                         | Música vocal (orquesta)                   | -        |
| 1984    | Three Sacred Hyms, para mixed choir. | Música coral (capella)                    | 05:00    |
| 1984/85 | Ritual, para gran orquesta sinfónica. | Música orquestal                          | 08:00    |
| 1984/85 | Concierto para coro mixto. | Música orquestal (concierto)              | 47:00    |
| 1985    | Music to an Imagined Play, para ensemble en tres movimientos.                                                                                                   | Música instrumental (conjunto)            | 10:00    |
| 1985    | Sketches, choreographic phantasy on a theme de Nikolái Gógol, ballet en un movimiento.                                                                          | Música de ballet                          | 47:00    |
| 1985    | Concierto para viola y orquesta. | Música orquestal (concierto)              | 35:00    |
| 1985    | Concerto Grosso n.º 3, para 2 violines, arpa, piano, celesta y orquesta de cuerdas.                                                                             | Música orquestal (concierto)              | 17:00    |
| 1985    | Othello, ballet en dos actos de John Neumeier según the tragedy de William Shakespeare.                                                                         | Música de ballet                          | -        |
| 1985    | Trio, para violín, viola y piano (1985). | Música de cámara (trío)                   | 25:00    |
| 1985    | Transcripción de Berg: Canon, arrangement, para nine strings (hay para violín y chamberorquesta).                                                               | Música instrumental (conjunto)            | 04:00    |
| 1985    | (K)ein Sommernachtstraum, para gran orquesta. | Música orquestal                          | 10:00    |
| 1985    | Música de la película Lyubimets publiki (Nana Kldiashvili- Aleksandr Zguridi).                                                                                  | Música de película                        | -        |
| 1985/86 | Concierto para violoncello y orquesta n.º 1. | Música orquestal (concierto)              | 40:00    |
| 1986    | Música para la obra escénica The Beggar or Sand's Death (Yuri Olesha).                                                                                          | Música incidental                         | -        |
| 1986    | Música para la obra escénica Lord of the Flies (William Golding).                                                                                               | Música incidental                         | -        |
| 1987    | Quasi Una Sonata (Arrangement of violín Sonata no. 2), para violín y orquesta de cámara.                                                                        | Música orquestal (concertante)            | 20:00    |
| 1987    | Peer Gynt, ballet en 3 actos y un epílogo. | Música de ballet                          | -        |
| 1987    | Epilogue from Peer Gynt, para orquesta sinfónica y tape (coro mixto) (también para cello, piano y tape 1993).                                                   | Música orquestal                          | 30:00    |
| 1987    | Trio Sonata, para orquesta de cámara. | Música de cámara (trío)                   | 30:00    |
| 1987/88 | Sonata n.º 1, para piano. | Música solista (piano)                    | 25:00    |
| 1988    | Música para la obra escénica The Mandate (Nikolái Erdman). | Música incidental                         | -        |
| 1988    | Sounding Letters (Klingende Buchstaben), para solo cello. | Música solista (violonchelo)              | 02:00    |
| 1988    | Concierto para piano a cuatro manos y orquesta de cámara en un único movimiento.                                                                                | Música orquestal (concierto)              | 23:00    |
| 1988    | Música de la película The Balcony (S. Sadykov). | Música de película                        | -        |
| 1988    | Música de la TV-production Pushkin's Poetry (music Shostakóvich y Schnittke) (Ludmila Kheelnitskaya).                                                           | Música incidental (TV)                    |          |
| 1988    | Música para la obra escénica I Am Poor Soso (Víktor Korkia). | Música incidental                         | -        |
| 1988    | Three Poems of Víktor Schnittke, para tenor y piano. | Música vocal (piano)                      | 10:00    |
| 1988    | Música de la película Message from the Future (Aleksandr Mita).                                                                                                 | Música de película                        | -        |
| 1988    | Twelve Penitential Psalms, verses of repentance, para coro mixto a cappella en doce movimientos.                                                                | Música coral (capella)                    | 37:00    |
| 1988    | Four Aphorisms, para orquesta de cámara en cuatro movimientos.                                                                                                  | Música orquestal (cámara)                 | 10:00    |
| 1988    | Dancing Letters, para cello. | Música solista (violonchelo)              |          |
| 1988    | Cuarteto para piano, violín, viola y violonchelo (según Mahler).                                                                                                | Música de cámara (cuarteto)               | 08:00    |
| 1988    | Música de la película Mariya (Aleksandr Sokurov). | Música de película                        | -        |
| 1988    | Sinfonía n.º 5 /Concerto Grosso n.º 4. | Música orquestal (sinfonía)               | 39:00    |
| 1989    | Opening Verse, para the 1st Festival Sunday (Er”ffnungsvers zum Ersten Festspielsonntag), para coro mixto y organ.                                              | Música coral (órgano)                     | 02:00    |
| 1989    | 3 x 7, para seven instruments. | Música instrumental (conjunto)            | 03:00    |
| 1989    | Música de la película Visitor of a Museum (Kostantín Lopushinski).                                                                                              | Música de película                        | -        |
| 1989    | Música de la TV-production And a Light Shinning Throug the Darkness (según Tolstói) (Mijaíl Kósakov).                                                           | Música incidental (TV)                    |          |
| 1989    | Monólogo, para viola y orquesta de cámara. | Música instrumental (conjunto)            | 18:00    |
| 1989    | Música de la película The Different One [Inoy] (Sergéi Masloboishchikov).                                                                                       | Música de película                        | -        |
| 1989    | Música para la obra escénica A Feast in Time of Plague (Pushkin).                                                                                               | Música incidental                         | -        |
| 1989    | Música de la TV-production Incident At Vichy (según Arthur Miller) (Mijaíl Kosakov).                                                                            | Música incidental (TV)                    |          |
| 1989    | Cuarteto de cuerda n.º 4. | Música de cámara (cuarteto)               | 25:00    |
| 1990    | Concierto para violoncello y orquesta n.º 2. | Música orquestal (concierto)              | 45:00    |
| 1990    | Sonata n.º 2, para piano. | Música solista (piano)                    | 20:00    |
| 1990    | Five Aphorisms, para piano. | Música solista (piano)                    | 14:00    |
| 1990    | Moz-Art … la Mozart, para arpa y ocho flautas. | Música instrumental (conjunto)            | 10:00    |
| 1990    | Madrigal in Memoriam Oleg Kagan, para cello. | Música solista (violonchelo)              | 06:00    |
| 1990    | Three Fragments, para harpsichord. | Música solista (piano)                    | 03:00    |
| 1990    | Dos Cadenzas para el Piano Concerto en B flat major KV 39 de Mozart.                                                                                            | Música orquestal (concierto)              | 03:00    |
| 1990    | Música de la película Russia - Love For This Country (Aleksandr Mita).                                                                                          | Música de película                        | -        |
| 1990/91 | Concerto Grosso n.º 5, para violín, un piano invisible y orquesta.                                                                                              | Música orquestal (concierto)              | 22:00    |
| 1991    | Festive Cantus, para violín, piano, coro mixto y orquesta. | Música coral (orquesta)                   | 05:00    |
| 1991    | For the 90th Birthday of Alfred Schlee, para viola solo. | Música solista (viola)                    | 03:00    |
| 1991    | Sutartines, para percusión, órgano y orquesta de cuerdas. | Música orquestal (cámara)                 | 04:00    |
| 1991/92 | Agnus Dei, para dos sopranos, coro femenino y orquesta de cámara.                                                                                               | Música coral (orquesta)                   | 04:00    |
| 1991/94 | The History of Dr. Johann Faustus, ópera en tres actos, un prólogo y un epílogo de Jörg Morgener y Alfred Schnittke.                                            | Música de ópera                           | -        |
| 1992    | Musica Nostalgica, para cello y piano. | Música instrumental (violín y piano)      | 05:00    |
| 1992    | Life with an Idiot (La vida con un idiota) (ópera). | Música de ópera                           | -        |
| 1992    | Música del documental Le Tombeau d'Alexandre (Chris Marker). | Música incidental (documental)            |          |
| 1992    | Sonata n.º 3, para piano. | Música solista (piano)                    | 17:00    |
| 1992    | Música de la película Presence [Prisutstviye] (Andréi Dobrovolski).                                                                                             | Música de película                        | -        |
| 1992    | Sinfonía n.º 6. | Música orquestal (sinfonía)               | 35:00    |
| 1992    | Piano Trio, para violín, cello y piano. | Música de cámara (trío)                   | 25:00    |
| 1992    | Música de la película The Last Days of St. Petersburg (película muda restaurada de 1927 de Pudovkin).                                                           | Música de película                        | -        |
| 1993    | Epilogue, para violonchelo, piano y tape. | Música instrumental (conjunto)            | 30:00    |
| 1993    | Improvisation, para cello. | Música solista (violonchelo)              | 07:00    |
| 1993    | Música de la película Vladímir Sviatói (Yuri Tomoshevski). | Música de película                        | -        |
| 1993    | Mother, para mezzo-soprano y piano según versos de Else Lasker-Schler. | Música vocal (piano)                      | 02:00    |
| 1993    | Hommage to Grieg, para orquesta. | Música orquestal                          | 05:00    |
| 1993    | Sinfonía n.º 7. | Música orquestal (sinfonía)               | 24:00    |
| 1993    | Concerto Grosso n.º 6, para violín, piano y orquesta. | Música orquestal (concierto)              | 15:00    |
| 1993    | Música de la película The Master y Margarita (El maestro y Margarita) (Yuri Karat).                                                                             | Música de película                        | -        |
| 1993    | Hommage to Zhivago, alegoría musical sobre motivos de la novela "Doctor Zhivago", de Pasternak.                                                                 | Música incidental                         | 150:00   |
| 1993/95 | Gesualdo (Richard Bletschacher), ópera. | Música de ópera                           | 150:00   |
| 1994    | Cantata, en cinco movimientos, para contratenor y orquesta de cámara (inacabada).                                                                               | Música coral (cantata)                    | -        |
| 1994    | Symphonic Prelude, para orquesta. | Música orquestal                          | 20:00    |
| 1994    | Menuet, para violín, viola y chelo. | Música instrumental (trío)                | 03:00    |
| 1994    | Quartet, para cuatro percusionistas. | Música instrumental (percusión)           | 05:00    |
| 1994    | Sonata n.º 3, para violín y piano. | Música instrumental (violín y piano)      | 12:00    |
| 1994    | Concierto Triple, para violín, viola, chelo y orquesta de cuerdas.                                                                                              | Música orquestal (concierto)              | 16:00    |
| 1994    | Lux Aeterna, para coro mixto y orquesta. | Música coral (orquesta)                   | 07:00    |
| 1994    | Five Fragments to Pictures of Hieronymus Bosch, para tenor, violín, trombone, harpsichord, timpani y orquesta de cuerdas.                                       | Música vocal (orquesta)                   | 21:00    |
| 1994    | Sinfonía n.º 8. | Música orquestal (sinfonía)               | 38:00    |
| 1994    | For Liverpool, para orquesta. | Música orquestal                          | 15:00    |
| 1994    | Sonata n.º 2, para violonchelo y piano. | Música instrumental (violonchelo y piano) | 12:00    |
| 1995    | Música de la película L'Amore molesto (Mario Martone). | Música de película                        | -        |
| 1995    | Sonatina, para piano cuatro manos. | Música solista (pianos)                   | 04:00    |
| 1996/98 | Sinfonía n.º 9 (inacabada). | Música orquestal (sinfonía)               | -        |
| 1997    | Concierto para viola y pequeña orquesta. | Música orquestal (concierto)              | -        |
| 1997    | Variaciones para cuarteto de cuerdas. | Música de cámara (cuarteto)               | -        |
| 1997    | Collected Songs Where Every Verse is Filled with Grief. Arreglo para cuarteto de cuerda del 2º mov. Del Concierto para coro (David Harrington, Kronos Quartet). | Música orquestal (concierto)              | 08:00    |
| 1997    | Música de la película Hantises (Michel Ferry). | Música de película                        | -        |
| 1998    | Música de la película What Dreams May Come (Vincent Ward). | Música de película                        | -        |
| 2000    | Música de la película 92,8 MHz - drömmar i söder (Jan Troell).                                                                                                  | Música de película                        | -        |
| 2002    | Suite on Fragments, para violín y strings with harp (compiled de G. Kremer).                                                                                    | Música instrumental (conjunto)            | 22:00    |
| 2005    | Música de la película Der Neunte Tag [The Ninth Day], Volker Schlöndorff.                                                                                       | Música de película                        | -        |